# Koncowo
Koncowo (ukr. Концово) – wieś na Ukrainie w rejonie użhorodzkim obwodu zakarpackiego.